# 샤인 (래퍼)
샤인 (Shyne, 본명: Jamal Michael Barrow, 1978년 11월 8일 ~ )은 벨리즈의 정치인이자 이전 래퍼이다. 통합민주당 소속이며 통합민주당의 당대표를 맡고 있다.
1997년 프로듀서 Clark Kent가 그를 픽업한 이래로 메이스, 디디등과 작업했고, 2000년 자신의 첫 앨범 Shyne을 발매한다. 2004년 두 번째 앨범 Godfather Buried Alive을 발매한 후 한동안 소식이 없다가 2010년 마티스야후의 노래 피쳐링에 참여를 시작으로 디제이 칼리드, 릴 웨인 등과 노래를 같이 작업했으며, 2013년 3월 그의 세 번째 앨범 Shyne's Third Studio Album을 발매하면서 현재 왕성한 가수활동을 하고 있는 중이다.